# ماثيو لونغستاف
ماثيو لونغستاف (بالإنجليزية: Matty Longstaff)‏ (مواليد 21 مارس 2000) هو لاعب كرة قدم إنجليزي يلعب في مركز الوسط في نادي نيوكاسل يونايتد.

## روابط خارجية
- ماثيو لونغستاف على موقع الدوري الأمريكي (الإنجليزية)
- ماثيو لونغستاف على موقع إي إس بي إن إف سي (الإنجليزية)
- ماثيو لونغستاف على موقع قاعدة بيانات كرة القدم.إي يو (الإنجليزية)
- ماثيو لونغستاف على موقع Soccerbase.com (لاعب) (الإنجليزية)
- ماثيو لونغستاف على موقع Soccerway.com (الإنجليزية)
- ماثيو لونغستاف على موقع عالم كرة القدم.نت (الإنجليزية)